# Самурзаканцы
Самурзаканцы (варианты: мурзаканцы, иногда также галци; абх. Мырзаҟанаа, груз. სამურზაყანოელები) — этнокультурное обозначение жителей региона Самурзакан, соответствующего современным Гальскому и частично Ткварчельскому районам.

## История и формирование идентичности

Территория Княжества Мегрелия, завоёванная Княжеством Абхазия в период с XVI по XVIII века.

Термин возник в пределах Абхазского княжества и использовался в XIX — начале XX веков в официальных документах, обозначая специфическую этнокультурную общность населения региона. В ряде случаев термин приобретал значение этнонима.
Формирование самурзаканской идентичности во многом носило административно-институциональный характер, чему способствовала политика Российской империи. Регион представлял собой этноконтактную зону между реками Ингури и Галидзга, где с XVIII века проживало смешанное абхазо-грузинское (в частности, мегрельское) население.
До 1670-х годов Самурзакано входил в состав Мегрельского княжества, после чего был захвачен и аннексирован Абхазским княжеством, что привело к заселению территории абхазскими переселенцами. С этого времени регион стал предметом спора между правящими домами Абхазии и Мегрелии.
По сравнению с XVII веком, когда, согласно источникам, территория Самурзакано была заселена преимущественно мегрелами, к XIX веку этнический состав населения стал более разнообразным. 
Местные жители в основном исповедовали грузинское православие и были двуязычными — говорили на абхазском и мегрельском языках. В восточной части Самурзакано преобладал мегрельский язык, а в западной — абхазский. Можно предположить, что большинство населения составляли мегрелы, а абхазы были в меньшинстве.
Также известно, что самурзаканцы активно занимались торговлей, главным образом продавая кукурузу и вино.

## Современное состояние
В Республике Абхазия жители Гали считаются этническими абхазами, которые с годами «огрузинились» и «потеряли свои корни». Позиция одного из лидеров общественной организации ветеранов грузино-абхазской войны «Аруаа» Темура Надараия в отношении этнических грузин в Гали:
«Нам говорят, что сегодня те, кому тридцать лет, сорок лет, пятьдесят лет с фамилиями Зухбая, Тарбая не станут абхазами, они считают себя грузинами. Мы говорим им: «Дайте мырзаканским абхазам с фамилиями Тарбая, Зухбая, Кецбая, Эзухбая и так далее право поменять национальность и фамилию своим детям, скажем, до восьми лет. Для того чтобы этих детей, когда они пойдут в школу, их учительница вызывала к доске не как Зухбая, а как Зухба, не Кецбая, а Кецба. Но, когда ребенок придет домой, ему там скажут родители: нет, ты там Зухба, мы тебя так записали, но мы, зухбаевцы, мы – грузины и так далее. Поэтому мы предлагали на съездах мырзаканских абхазов в Галском районе создать школу-интернат для мырзаканских детей, там абхазские учителя будут обучать их истории Абхазии, будут заниматься абхазским языком, изучать Конституцию, и мы получили бы уже поколение, которое знает свою родину, гордится своим происхождением»

## Дворянские фамилии
- Шервашидзе (Чачба);
- Анчабадзе (Ачба);
- Эмухвари (Эмхаа);
- Иналишвили/Иналискуа (Иналипа);
- Сатишвили (Чабалурхва);
- Зепишвили/Зепискуа (Дзяпшипа);
- Маргания (Маан);
- Акиртава (Акиртаа);
- Лакербая (Лакрба);
- Званбая (Жванба);
- Миканбая (Миканба).